# ティナヒン城
ティナヒン城（英語: Tinnahinch Castle、アイルランド語: Caislean Tigh na hInse）は、アイルランドのカーロウ県グレイグエナマーナを流れるバロー川近くにある城跡である。この城は南西角に階段の塔、入口を守る2つの塔との間には石落とし、北東角には張り出し櫓がある長方形の構造をしている。なお、北側の窓はすべて盗まれて存在していない。
バロー川近くの東にある角は北側と東側を守った壁から突き出した受け材で建造された海堡であった。
なお、この塔は安全上の問題により解体される予定になっている。

## 歴史
この塔はバロー川の向こう側を守るための有効な手段として、1615年に初代オーモンド侯爵であるジェームズ・バトラーによって建てられたが、アイリッシュ・カトリック同盟によって更なる強化が図られた塔における1641年のアイルランド同盟戦争に巻き込まれて、制御手段を失うことになった。
一般的にはマッド・バトラーとして知られる最後の居住者は一族が侵した不祥事により塔の外で焼死した。なお、塔自体も1700年に焼失しており、それ以降は廃墟のままとなっている。